# Ptilotula plumula
Ptilotula plumula là một loài chim trong họ Meliphagidae.